# Indiase Suite
De Indiase Suite opus 42bis is gecomponeerd door Sergej Vasilenko.
Deze suite is afgeleid van zijn ballet Noyya.

## Delen
- Prelude;
- Dithyrambe (hommage aan Bacchus, dus nogal wild);
- Dance of the maidens;
- Popular celebration-Wedding procession;
- Indian dance;
- Noyya's dance (on a Japanese theme);
- Dance of the young men;
- Duet on the theme Ghusal (Indian) - Gavotte on a Chinese theme;
- Whirling dance;
- Before sunrise-Legend-Finale.

De suite is voor orkest en duurt ongeveer 45 minuten.

## Bron
- Uitgave Marco Polo.